# Ernesto Di Broglio
Ernesto Di Broglio (Resana, 12 aprile 1840 – Roma, 22 giugno 1918) è stato un politico italiano, ministro del Tesoro del governo Zanardelli.

## Biografia
Figlio di Antonio e Rachele Vittorio, nacque a Resana, in provincia di Treviso, dove la famiglia, nobile di Pavia, aveva dei possedimenti.
Iscritto alla facoltà di giurisprudenza dell'università di Bologna, interruppe gli studi per partecipare alla seconda guerra d'indipendenza e raggiunse Giuseppe Garibaldi in Sicilia per combattere al seguito del generale Giacomo Medici. Di questo periodo, tuttavia, si hanno scarse notizie.
Ottenuta la laurea, tornò a Resana per occuparsi della sua tenuta, dedicandosi inoltre a studi di tipo economico e amministrativo. Nel 1867 fu eletto per la prima volta consigliere della provincia di Treviso, carica che mantenne fino al 1907 (salvo una breve interruzione tra il 1873 e il 1875); in questa veste si occupò principalmente di questioni legate all'agricoltura e all'allevamento.
Nel 1877 sposò Celestina Serri Dall'Armi, da cui ebbe Paolina, Adele, Antonio, Elena ed Emilio.
Fu eletto deputato per la prima volta alle politiche del 1886, venendo confermato anche nelle votazioni successive sino a quelle del 1904. Benché taciturno e poco propenso a prendere la parola, prese parte ad alcune importanti commissioni e nel 1896 entrò a far parte del Consiglio di Stato.
Nel febbraio 1901 divenne Ministro del Tesoro del governo Zanardelli. La sua nomina fu inaspettata, infatti Di Broglio non figurava tra i favoriti e venne scelto solo dopo le rinunce di Luigi Luzzatti, Gaspare Finali, Francesco Guicciardini e Leone Wollemborg (quest'ultimo accettò però le Finanze). Come si lesse nel Corriere della Sera del 15 febbraio, «Di Broglio non avrebbe mai sognato di diventare ministro e, per di più, tra Zanardelli e Giolitti».
In effetti, portò avanti il suo lavorò tra grandi difficoltà, dovute soprattutto a controversie e incomprensioni sorte con gli altri membri del governo. Nel 1901 fu tra i più accesi oppositore del Wollemborg e il suo progetto di riforma tributaria, consistente in una distribuzione più equa del carico fiscale tra le classi: sostenendo che il progetto avrebbe comportato oneri troppo gravosi per lo Stato, riuscì ad ottenere il consenso del Consiglio di Ministri, provocando le dimissioni del Wollemborg.
Nel febbraio 1902 si scontrò con Giovanni Giolitti, ministro dell'Interno, riguardo a certe rivendicazioni avanzate dai ferrovieri. Dopo un periodo di attriti si arrivò alla militarizzazione dei ferrovieri e la Camera, grazie all'appoggio dei socialisti, approvò le proposte di Giolitti.
Altre gravi tensioni si verificarono con lo stesso Giuseppe Zanardelli. Tra tutte, spiccano quelle suscitate dalla "politica degli sgravi" nel gennaio 1903. Con il fallimento della riforma tributaria di Wollemborg e, soprattutto, per controbattere alle proposte di Sidney Sonnino sullo sviluppo del Mezzogiorno, Zanardelli presentò una serie di provvedimenti tra cui l'alleggerimento dell'imposta fondiaria, l'esenzione dell'imposta sui fabbricati rurali e di nuove industrie, la diminuzione del prezzo del sale e lo stanziamento di risorse per lavori pubblici straordinari. Di Broglio si dichiarò nettamente contrario a queste misure, adducendo ancora una volta ragioni di bilancio.
A questo punto Zanardelli tentò di indurre Di Broglio alle dimissioni, sperando di sostituirlo con l'amico Francesco Vendramini. A salvarlo ci pensò, seppur indirettamente, Giolitti, che impedì l'entrata di Vendramini al governo preoccupato che la sua presenza avrebbe spostato gli equilibri a favore del presidente del Consiglio. Di Broglio, tuttavia, uscì con la reputazione compromessa: come si lesse ne La Stampa del 31 gennaio 1903 «Di Broglio rimarrà, ma non sappiamo con quanto decoro».
Oltre a questi episodi, il ministro fu spesso sotto l'attacco dei giornali: per Luigi Albertini era «un modestissimo deputato di destra», mentre Luigi Lodi lo definì «un piccolo contabile». Pesanti furono anche le critiche mosse da Sidney Sonnino, in particolare riguardo alla prassi di inserire alcune spese effettuate nell'anno in corso in bilanci futuri, nascondendo al Parlamento lo stato effettivo delle finanze nazionali e provocando disavanzi per gli anni a venire.
Uno dei pochi meriti che gli sono riconosciuti fu la conversione della rendita consolidata 4,5% a un consolidato 3,5%.
Dopo la fine del governo Zanardelli, il Di Broglio non ebbe altri incarichi ministeriali. Il 3 febbraio 1907 fu nominato senatore e il 16 febbraio successivo fu posto alla presidenza della Corte dei Conti, rimanendovi sino a 12 aprile 1915, quando fu congedato per l'età avanzata.